# Ошінензее
Ошінензее (нім. Oeschinensee) — озеро на Бернському високогір'ї, у кантоні Берн, Швейцарія, за 4 км на схід від громади Кандерштег.
З 2007 року озеро включено до природоохоронної території і об'єкту Світової спадщини ЮНЕСКО Юнгфрау-Алеч.

## Опис
Озеро утворилося природним чином після обвалу схилу гори Долденхорн, який закрив стік води з долини. Озеро розташовано на висоті 1 578 м над рівнем моря, має площу поверхні 1,1147 км² (у середньому) та максимальну глибину 56 метрів.
Озеро зі сходу та півдня оточено горами-трьохтисячниками Блюмлісальп, Ошіненгорн, Фрюнденхорн та Долденхорн, наповнюється льодовиковими струмками з цих гір. Після обвалу струмок Оешлібах витікає з озера під землею, але майже зразу виринає на поверхню. Його вода використовується як питна для Кандерштегу, а також для виробництва електроенергії. У селищі Кандерштег струмок впадає в річку Кандер, притоку Ааре.
За спостереженнями з 1931 по 1965 рік, висота дзеркала озера змінювалась від 1 566,09 м.н.м. до 1581,9 м.н.м., середня сезонна зміна була 12,2 метра (вересень/квітень).
У середньому озеро щорічно покрите льодом з грудня по травень.

## Туризм
Уздовж озера проходять туристичні стежки від прихистків Швейцарського альпійського клубу (SAC) Blüemlisalphütte (2 834 м.н.м.) та Fründenhütte (2 526 м.н.м.).
Від Кандерштегу до озера можна піднятися підйомником. Від верхньої зупинки підйомника (де розташовані літній бобслей) до озера можна легко дістатися за 20 хвилин. Також вартим уваги є маршрут від верхньої станції через Гойберг (1 940 м.н.м.), звідки відкривається чудовий краєвид на озеро та довколишні тритисячники, до Alp Oberbärgli (1 978 м.н.м., функціонує лише влітку), звідки через Alp Underbärgli можна спуститися до ресторану біля озера.

## Риболовля
В озері є такі види риби: палія арктична (нім. Seesaibling), форель озерна (нім. Kanadische Seeforelle), райдужна форель (нім. Regenbogenforelle). З січня по квітень на озері популярна зимова риболовля.

## Галерея

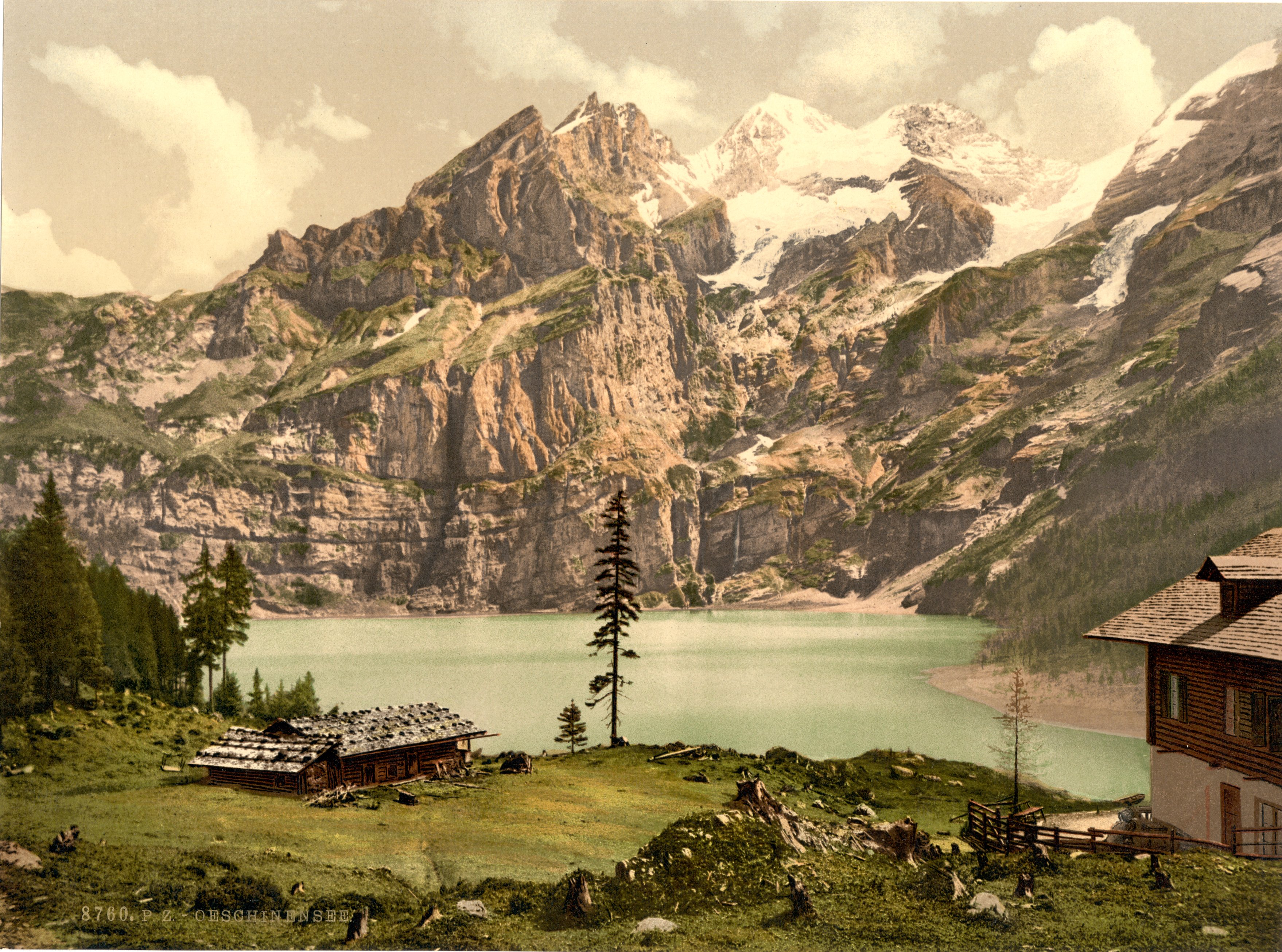
Ошінензее в 1900 р.
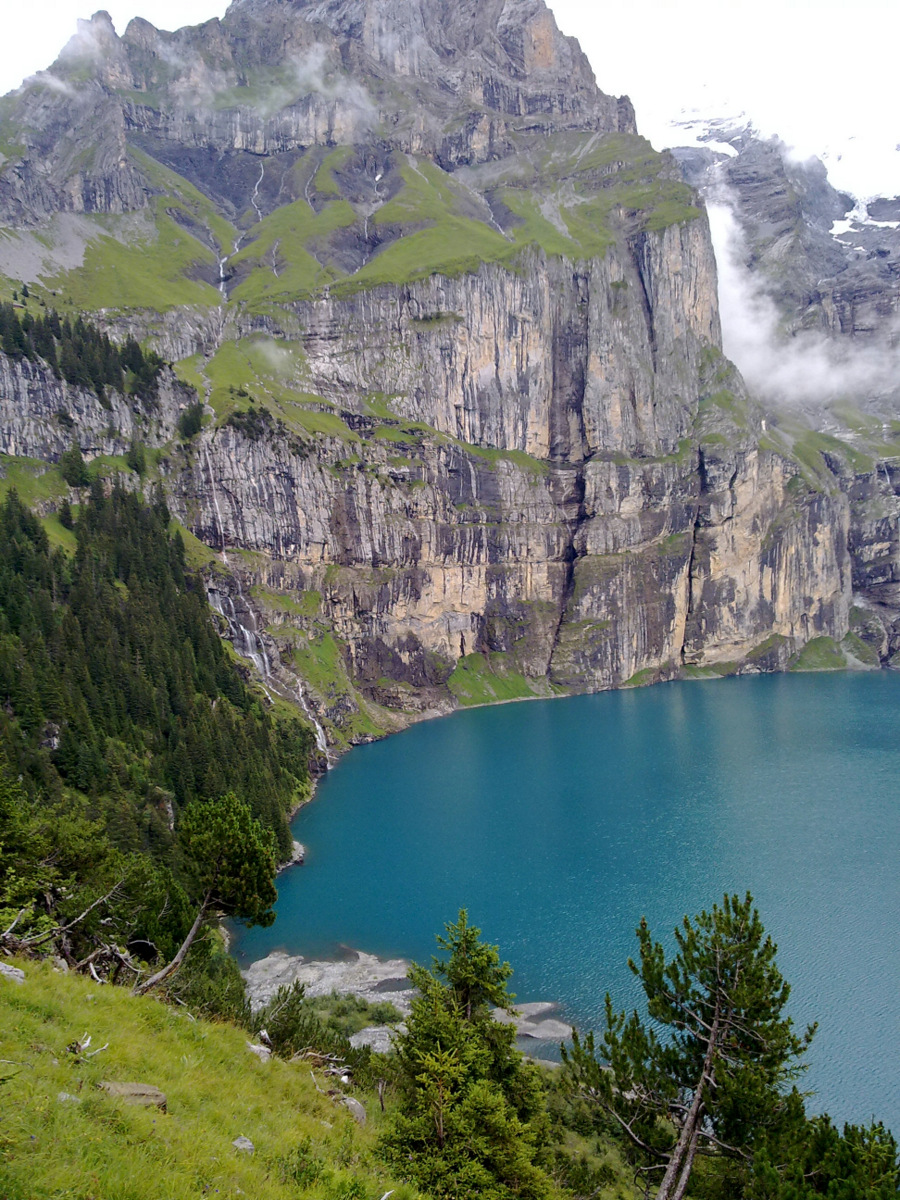
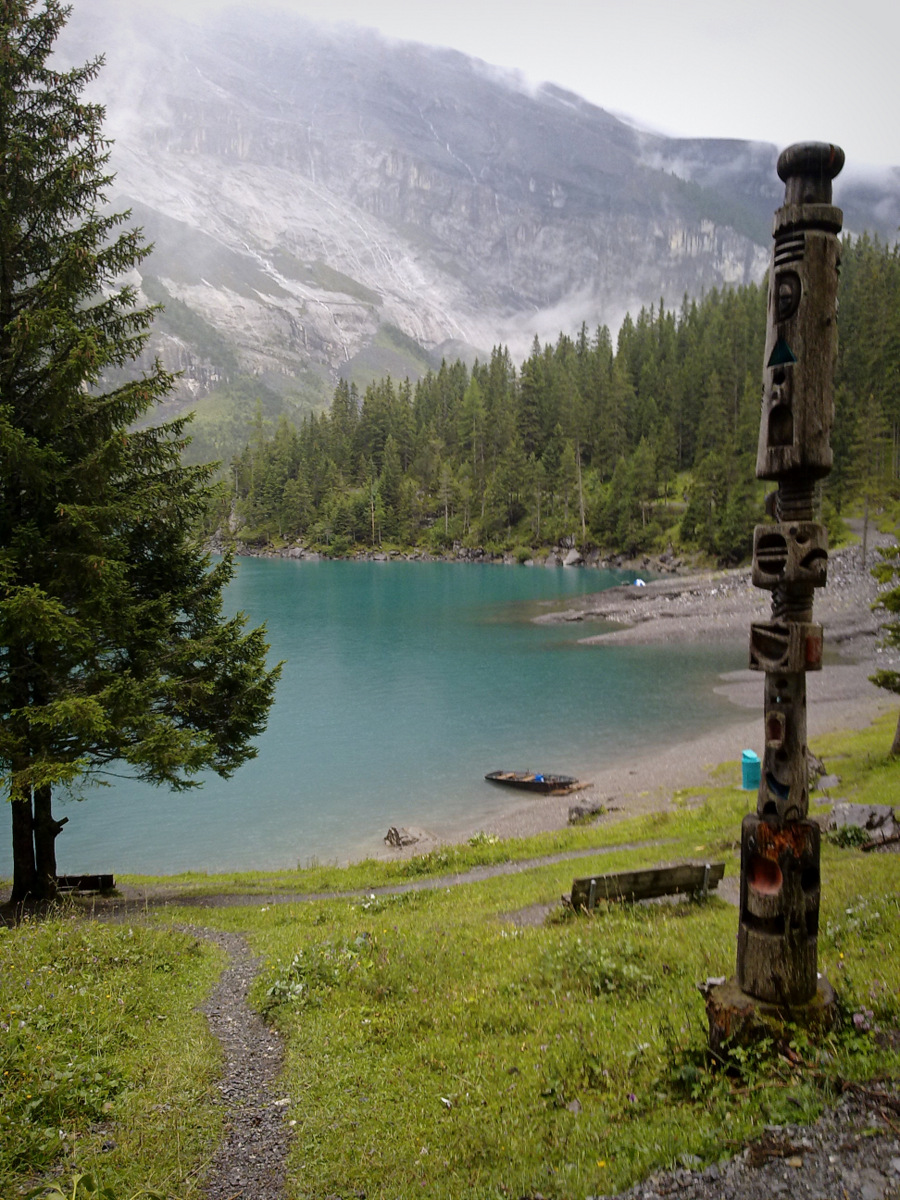
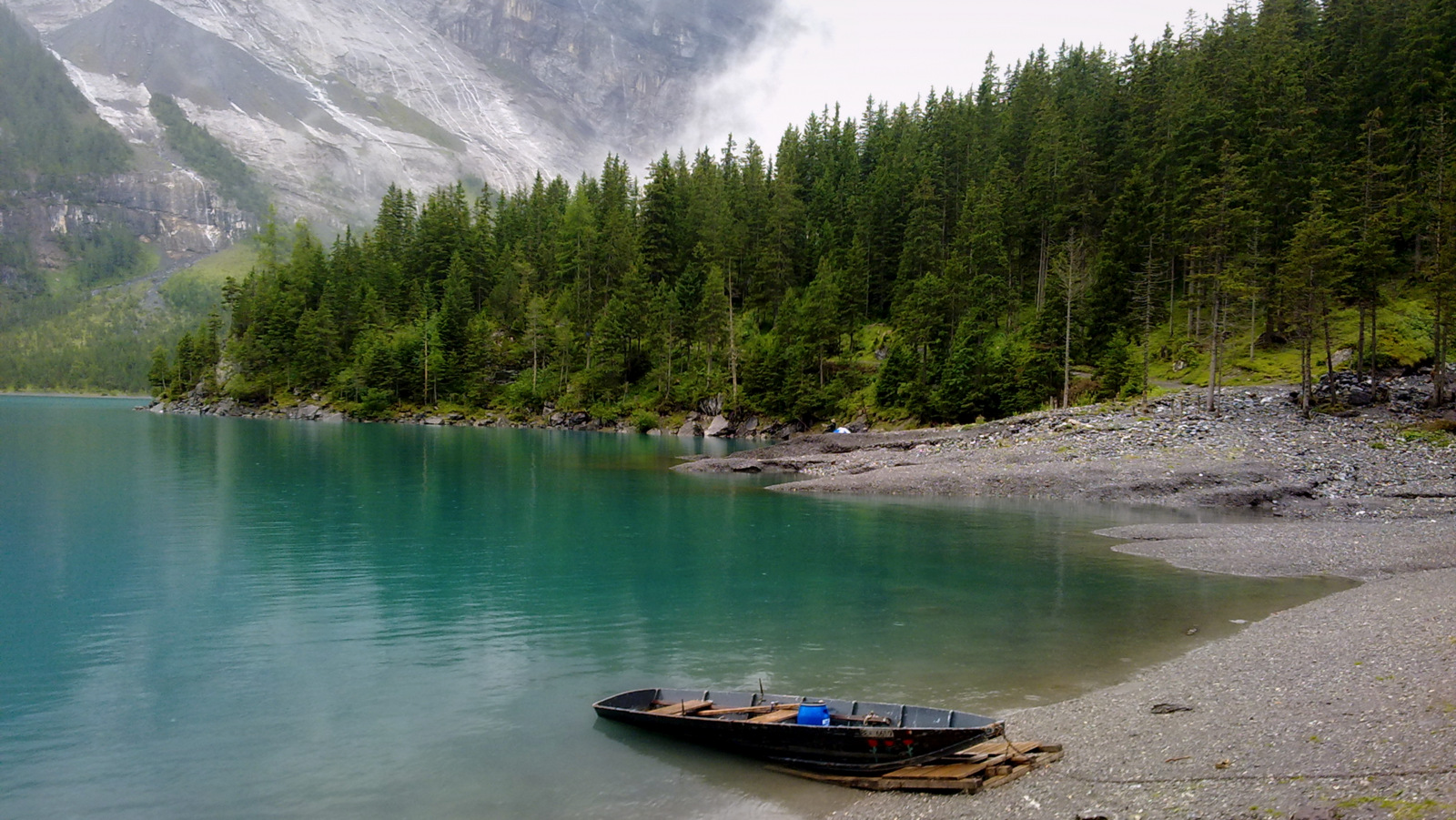